# غنائيت (أمجز)
غنائیت (بالفارسية: گنائیت) هي قرية تقع في إيران في قسم أمجز الريفي. يقدر عدد سكانها بـ 24 نسمة .